# De Wensbron (Efteling)
De Wensbron is een kleine attractie in het Nederlandse attractiepark de Efteling. In het middelpunt van de Wensbron staat een bronskleurig beeld van een grote vis. De kleine attractie werd geopend op 21 mei 1985 door Prinses Juliana en Anton Pieck.
De Wensbron is te vinden op een eiland in de Siervijver achter Symbolica.

## Beeld
De grote vis is een hergebruikte Holle Bolle Gijs uit 1970, Visje Gijs. Deze is ontworpen door Ton van de Ven en stond op de plaats waar nu Piraña is gevestigd. 

## Opbrengsten
Elk jaar werd in de winter de bron droog gelegd en het geld er uit gehaald. Sinds 2010 is de Efteling het gehele jaar geopend en wordt de put niet meer op hetzelfde moment geleegd. 
- 2001: € 7294
- 2002: € 5495
- 2009: € 7677
- 2010: € 8254
- 2013: € 5240
- 2014: € 5759
- 2020: € 7644

## Trivia
- Bij het zilveren jubileum werd bekendgemaakt dat de Wensbron de eerste 25 jaar € 151.846,76 heeft opgebracht.

Lijst van attracties in de Efteling · Lijst van sprookjes in de Efteling · Afbeeldingen